# FA Cup 1989-1990
La FA Cup 1989-1990 è stata la centonona edizione della competizione calcistica più antica del mondo. È stata vinta dal Manchester United contro il Crystal Palace.

## Finale
| Arbitro: | Allan Gunn |

|                            |           |                             |
| Robson 35’ Hughes 62’ 109’ | Marcatori | 18’ O'Reilly 72’ 92’ Wright |

## Ripetizione
| Arbitro: | Allan Gunn |

|            |           |  |
| Martin 59’ | Marcatori |  |